# Рука Бога (фильм)
«Рука́ Бо́га» (итал. È stata la mano di Dio) — художественный фильм итальянского режиссёра Паоло Соррентино с Филиппо Скотти, Тони Сервилло, Терезой Сапонанджело и Луизой Раньери в главных ролях. Его премьера состоялась в сентябре 2021 года на 78-м Венецианском кинофестивале, где фильм был удостоен Гран-при жюри. 15 декабря того же года картина появилась на Netflix. Она выдвигалась Италией на премию «Оскар» в номинации «Лучший фильм на иностранном языке», получила ряд других премий и номинаций.

## Сюжет
В 1980-х годах молодой Фабиетто Скиза живёт в Неаполе с родителями. У него не так много друзей и нет возлюбленной, он хочет изучать философию в колледже, а пока в основном слушает музыку и смотрит, как Диего Марадона играет за его родную команду «Наполи». Брат главного героя Марчино ходит на актёрские пробы и сочувствует его привязанности к эмоционально проблемной тётке Патриции. Однажды в семье Скиза происходит трагедия, которая заставляет Фабиетто повзрослеть.

## В ролях
- Филиппо Скотти — Фабиетто Скиза
- Тони Сервилло — Саверио Скиза
- Тереза Сапонанджело — Мария Скиза
- Луиза Раньери — Патриция
- Массимилиано Галло — Франко
- Ренато Карпентьери — Альфредо

## Создание и оценки

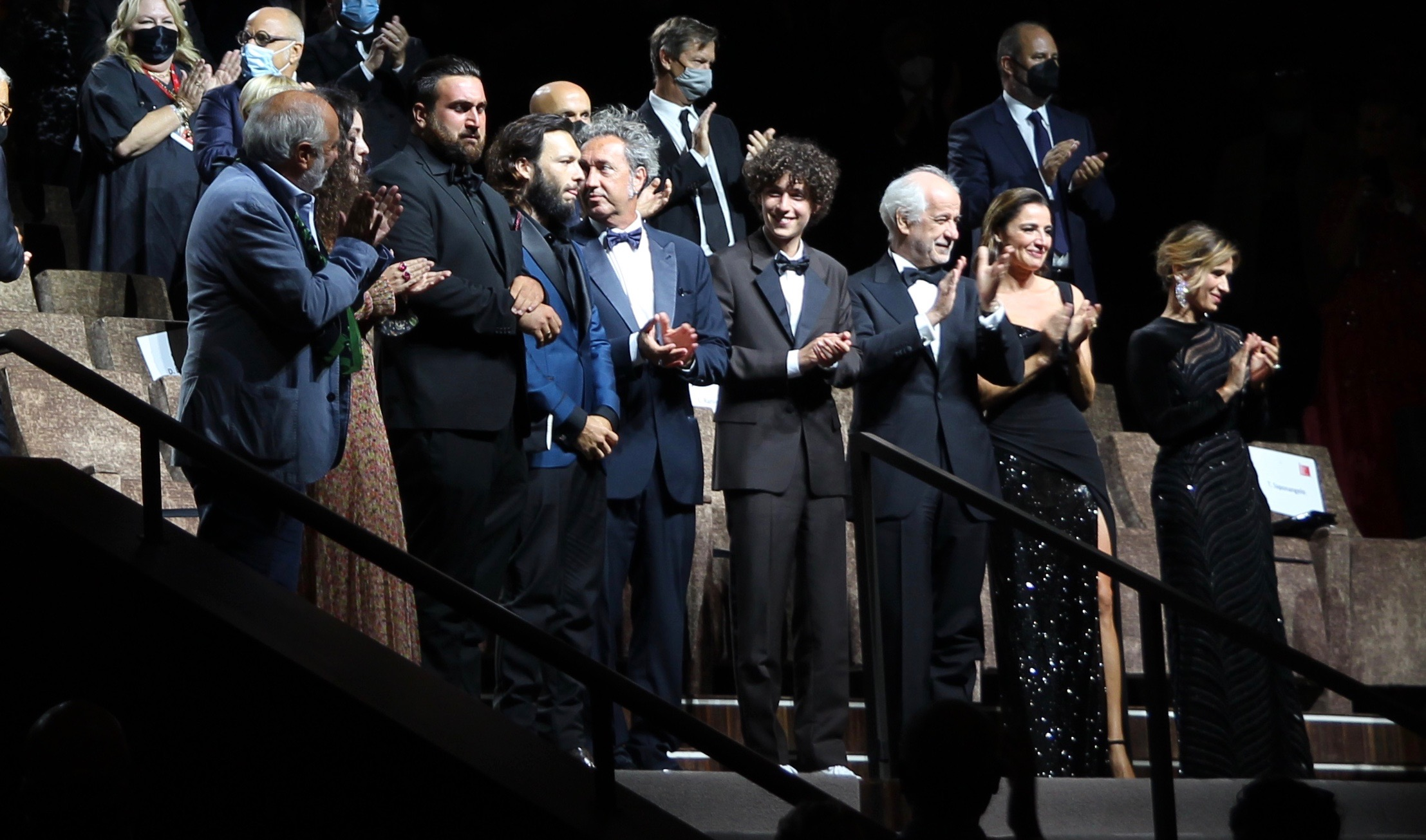
Члены съёмочной группы на показе фильма в рамках 78-го Венецианского кинофестиваля

Проект был анонсирован в июле 2020 года. С самого начала было известно, что режиссёром станет Паоло Соррентино, а дистрибьютером — Netflix. В сентябре 2020 года одну из главных ролей в фильме получил Тони Сервилло. Съёмки прошли в Неаполе. Сюжет картины долго держали в тайне. Из-за названия возникло предположение, что она будет рассказывать о футболисте Диего Марадоне, и адвокат последнего даже заявил летом 2020 года, что обдумывает судебный иск к Netflix из-за неправомерного использования образа спортсмена. Руководство компании ответило, что Марадона в картине не появится и что фильм станет скорее личной историей, связанной с воспоминаниями Соррентино.
Премьера состоялась в сентябре 2021 года на 78-м Венецианском кинофестивале, где «Рука Бога» получила Гран-при жюри. 15 декабря того же года фильм появился на Netflix.
Фильм был одобрительно встречен критиками. Питер Брэдшоу из The Guardian оценил его на четыре звезды из пяти, заявив, что было бы «глупо не восхищаться изобилием, энергией и яркой непосредственностью» картины. Обозреватель The Independent тоже присудил «Руке Бога» четыре звезды из пяти. Рецензент с RogerEbert.com высоко оценил операторскую работу Дарии Д’Антонио, А. О. Скотт из New York Times описал картину как «чувственную, печальную и местами возвышенную», увидел сходство между Соррентино и Федерико Феллини, написав, что «Рука Бога» — это «Амаркорд» Соррентино. Для Егора Беликова («Афиша Daily») это «самый искренний и неманерный» фильм режиссёра.
На сайте-агрегаторе рецензий Rotten Tomatoes фильм получил 83 % со средней оценкой 7,2 из 10. На сайте Metacritic он был оценён на 76 баллов из 100, что указывает на «в целом благоприятные» отзывы.

## Награды и номинации
- 2021 — четыре приза Венецианского кинофестиваля: Приз Большого жюри, приз Пазинетти за лучший фильм (оба — Паоло Соррентино), приз Пазинетти за лучшую женскую роль (Тереза Сапонанджело), приз Марчелло Мастроянни лучшему молодому исполнителю (Филиппо Скотти).
- 2021 — участие в конкурсной программе Лондонского и Сиднейского кинофестивалей.
- 2021 — три номинации на премию Европейской киноакадемии: лучший европейский фильм (Паоло Соррентино, Лоренцо Миели), лучший европейский режиссёр, лучший европейский сценарий (обе — Паоло Соррентино).
- 2022 — пять премий «Давид ди Донателло»: лучший фильм, лучший режиссёр, молодёжный «Давид» (все — Паоло Соррентино), лучшая актриса второго плана (Тереза Сапонанджело), лучшая операторская работа (Дарья д’Антонио). Кроме того, лента получила 11 номинаций: лучший продюсер (Паоло Соррентино, Лоренцо Миели), лучший оригинальный сценарий (Паоло Соррентино), лучший актёр (Филиппо Скотти), лучший актёр второго плана (Тони Сервилло), лучшая актриса второго плана (Луиза Раньери), лучшая работа художника-постановщика (Кармине Гуарино), лучшие костюмы (Мариано Туфано), лучший монтаж (Кристиано Травальоли), лучший грим (Винченцо Мастрантонио), лучшие визуальные эффекты (Родольфо Мильяри), лучший звук (Эмануэле Чечере и другие).
- 2022 — шесть премий «Серебряная лента»: лучший фильм (Паоло Соррентино), лучшая актриса (Тереза Сапонанджело), лучшая актриса второго плана (Луиза Раньери), лучшая операторская работа (Дарья д’Антонио), лучший кастинг (Массимо Апполлони, Аннамария Самбукко), премия имени Гульельмо Бираги (Филиппо Скотти). Кроме того, лента получила 7 номинаций: лучший режиссёр, лучший сценарий (обе — Паоло Соррентино), лучшая работа художника-постановщика (Кармине Гуарино), лучшие костюмы (Мариано Туфано), лучший монтаж (Кристиано Травальоли), лучшая музыка (Леле Маркителли), лучший звук.
- 2022 — номинация на премию «Оскар» за лучший фильм на иностранном языке[16].
- 2022 — две номинации на премию BAFTA за лучший фильм не на английском языке и за лучший кастинг (Массимо Апполлони, Аннамария Самбукко).
- 2022 — номинация на премию «Золотой глобус» за лучший фильм не на английском языке.
- 2022 — номинация на премию «Спутник» за лучший фильм на иностранном языке.
- 2022 — номинация на премию «Выбор критиков» за лучший фильм на иностранном языке.
- 2022 — номинация на премию Лондонского кружка кинокритиков за лучший фильм на иностранном языке.
- 2022 — номинация на премию «Роберт» за лучший фильм не на английском языке.
- 2023 — номинация на премию «Гойя» за лучший европейский фильм.